# 아치

아치의 구조

아치[arch, 홍예(虹蜺)]는 개구부를 확보하며 상당한 하중을 압축 응력으로 지지할 수 있도록 만든 곡선 형태의 구조물이다. 장식 요소로서의 아치는 기원전 4천 년경까지 거슬러 올라가며 그 후 메소포타미아, 이집트, 아시리아, 에트루리아에서도 사용되었으지만, 구조적으로 하중을 지탱하는 아치는 기원전 4세기 고대 로마인들이 이를 채택한 이후에야 널리 사용되기 시작했다. 아치는 성당 건설에서 중요한 기술이 되었으며, 현재도 교량 등의 구조물에 사용되고 있다.
아치와 유사한 구조는 수평 형태로도 응용된다. 수압을 견디는 아치형 댐이 대표적인 예시이다. 아치는 일반적으로 다양한 종류의 볼트 구조를 지탱하는 데 사용되며, 특히 배럴 볼트(통형 볼트)는 연속된 아치로 이루어져 있다. 아치와 볼트를 광범위하게 사용하는 건축은 ‘아큐레이티드 구조(arcuated construction)’로 불리며, 고대 그리스, 중국, 일본 건축이나 현대의 철골 구조처럼 기둥과 보를 사용하는 ‘트래비에이티드 구조(trabeated system)’와 대비된다.
아치는 인장 응력이 작용하지 않도록 한 구조물이다. 모든 하중은 압축 응력으로 작용하게 된다. 이는 암석이나 주철, 콘크리트 등 압축에 강하지만 인장, 전단(층밀리기), 비틀림에는 약한 재료에 대해 유리하다.
아치는 특히 석조 건축에서 보에 비해 여러 가지 장점이 있다. 동일한 양의 자재로 더 넓은 경간을 가질 수 있고, 더 많은 하중을 견딜 수 있으며, 더 작고 다루기 쉬운 재료로도 만들 수 있다. 그러나 19세기 중엽 연철(이후에는 강철)이 도입되면서 아치의 건축적 중요성은 줄어들었다. 이 새로운 재료들은 인장 강도가 높아 길고 강한 보를 가능하게 했기 때문이다.

## 같이 보기
- 버트레스
- 돔 (건축)
- 버팀도리
- 아키볼트
- 현수교
- 홍예문